# Fizyka rzeczy niemożliwych
Fizyka rzeczy niemożliwych. Fazery, pola siłowe, teleportacja i podróże w czasie (ang. Physics of the Impossible: A Scientific Exploration Into the World of Phasers, Force Fields, Teleportation, and Time Travel) – amerykańska książka fizyka teoretycznego i futurologa Michio Kaku. Autor wykorzystuje w niej dyskusję i spekulacje na temat teorii o różnorodnych, potencjalnie niemożliwych do stworzenia, technologiach, aby przybliżyć czytelnikowi zagadnienia fundamentalnej fizyki. Kaku nawiązuje do różnorodnych książek i filmów, np. serii Star Trek, czy Doktor Who.
Książka ukazała się po raz pierwszy w 2008. Wydawcą był Doubleday. Polskie wydanie ukazało się w 2009 w nakładzie wydawnictwa Prószyński i S-ka. Tłumaczyli ją Ewa Łokas i Bogumił Bieniok.